# Малък Преславец (блато)
Малък Преславец (Несчесънца, Малопреславско блато) е блато, разположено в защитена местност и се намира на 4 км северно от село Малък Преславец, в непосредствена близост до река Дунав. Площта му е 38,5 – 51,48 ха. На 30 км е от резервата „Сребърна“. Дължината му през летния сезон, когато намалява е 1,5 km, а ширината – 0,3 km. Намира се на 16 m н.в. и е на 5 m над нивото на река Дунав, в която при високи води се оттича по изкуствено прокопан канал. Площта на защитената местност „Блатото край село Малък Преславец“ е 108,8364 ха.
Служи за хранителна база на чапли, блестящи ибиси, лопатари, корморани и други гнездящи в резервата птици. В езерата и блатата се възпроизвеждат и съхраняват значителни природни и биологични ресурси като риба, миди, раци, тръстика, лечебна кал, сол и др. Птичето богатство на района до този момент наброява 147 вида, като гнездящи от тях са 82 вида. Сред тях са сивата чапла, малката бяла чапла, нощната чапла, които са защитени видове.